# 哈威 (夏威夷州)
哈威（英語：Hāwī）是位於美國夏威夷州夏威夷縣的一個人口普查指定地區。

## 地理
哈威的座標為20°14′31″N 155°50′2″W / 20.24194°N 155.83389°W，而該地最高點為海拔高度159米（即522英尺）。

## 人口
根據2010年美國人口普查的數據，哈威的面積為3.20平方千米，均為陸地。當地共有人口1081人，而人口密度為每平方千米337人。